# Trận Yên Dĩnh
Trận Yên Dĩnh (chữ Hán: 鄢郢之戰, Hán Việt: Yên Dĩnh chi chiến), là cuộc chiến tranh giữa hai nước chư hầu là Tần và Sở, diễn ra vào thời Chiến Quốc trong lịch sử Trung Quốc.

## Bối cảnh và nguyên nhân
Giữa thời Chiến Quốc, nước Tần phát triển thế lực lớn mạnh, đem quân uy hiếp và liên tục giành thắng lợi trước các chư hầu ở Trung Nguyên, buộc các nước quy phục mình. Trong khi đó, nước Sở tuy đất đai rộng lớn hơn 5000 dặm, dân số đông, binh lính nhiều, nhưng do chính sách chính trị không đúng đắn nên ngày một suy yếu. Dưới thời Sở Hoài vương, nước Sở nhiều lần giao tranh với nước Tần và đa số là thất bại, kết quả mất 600 dặm đất Hán Trung, bản thân Sở Hoài vương cũng bị nước Tần lừa và bắt giữ (298 TCN) đến khi qua đời. Đến thời Khoảnh Tương vương, chính trị hủ bại, quốc chính suy đồi, lơi lỏng phòng bị, quần thần ghen ghét tranh giành kèn cựa, tìm cách dèm pha nhau để được trọng dụng, trung thần hiền lương không được dùng, lòng dân li tán, thế lực nước Sở vì thế lại càng ngày càng suy yếu.
Năm 279 TCN, Sở Khoảnh Tương vương sai tướng Trang Kiểu dẫn quân đánh nước Tần, tiến vào phía tây Kiềm Trung, Ba Quận của Tần. Tần Chiêu Tương vương cử Bạch Khởi đem quân chống trả. Vì quân Sở bạc nhược, nên Bạch Khởi, sau khi phân tích tình hình hai bên, đã quyết định đánh luôn vào lãnh thổ nước Sở. Trận chiến Yên Dĩnh bùng nổ.

## Diễn biến trận đánh

### Chiếm thành Yên
Khi tiến vào nước Sở, Bạch Khởi thể hiện quyết tâm đánh thắng trận bằng cách đốt bỏ thuyền lương nhằm khích lệ quân sĩ quyết tử. Quân Tần nhờ đó nhanh chóng tiến sâu vào đánh bại được quân Sở, tấn công đất Huyền, rồi tiến đến thành Yên, uy hiếp đến Dĩnh đô. Quân Sở tập trung binh lực ra sức cố thủ đất Yên nhằm ngăn chặn sự tấn công của quân nước Tần, do đó quân Tần không sao tiến lên được. Bạch Khởi 
bèn sử dụng kế, nhân lúc mùa lũ, nước sông chảy về phía đông nam, Bạch Khởi sai đắp đập trước thành ngăn nước lại, đến khi phá đập thì nước lũ lũ lượt tràn vào thành, hơn 10 vạn người trong thành bị ngập chết. Bạch Khởi nhân cơ hội, đưa quân vào chiếm năm thành ở đất Yên rồi chiếm luôn đất Lăng và đất Đặng

### Chiếm Dĩnh đô, đốt lăng mộ các vua Sở
Năm 278 TCN, Bạch Khởi một lần nữa đánh Sở, tiến vào Dĩnh đô, Khoảnh Tương vương không chống nổi phải bỏ chạy khỏi Dĩnh đô chạy về đất Trần. Bạch Khởi cho thiêu hủy khu lăng mộ của các vua Sở từ thời Xuân Thu ở Di Lăng. Đất ấy sau này chỉ còn phế tích sót lại của các lăng mộ vua Sở nên đổi gọi là Di Lăng.
Sau đó, Bạch Khởi tiếp tục tiến về phía đông, hạ thành Cánh Lăng. Đại phu nước Sở là Khuất Nguyên tự sát. Tần Chiêu Tương vương lấy đất chiếm được của nước Sở, lập ra Nam quận, sau đó phong Bạch Khởi làm Vũ An quân.
Sang năm 277 TCN, Bạch Khởi tiếp tục bình định đất Vu, đất Kiềm  của nước Sở, lập là quận Kiềm Trung.

## Ý nghĩa
Với chiến thắng ở trận Yên Dĩnh, nước Tần đã mở rộng đáng kể lãnh thổ của mình, bước lên được vị trí nước chư hầu hùng mạnh nhất ở Trung Quốc và gây sức ép ngày một lớn lên các nước chư hầu còn lại, mở đường cho công cuộc thống nhất Trung Quốc gần 60 năm sau. Còn đối với nước Sở, trận thua này khiến cho Sở phải bỏ Dĩnh đô, dời về phía đông, thế nước ngày một suy yếu, không còn là đối trọng với cường Tần, đến năm 223 TCN thì chính thức tiêu diệt bởi nước Tần.